# Vidar Risberg
Vidar Risberg, född 21 augusti 1914 i Elverum, död där 2007, var en norsk-svensk skolledare. 
Risberg, som var son till skogsägare August Risberg och Ingeborg Lundquist, avlade studentexamen i Hamar 1933 samt blev candidatus magisterii 1937 och candidatus realium vid Oslo universitet 1940. Han var assistent på fysiska institutionen på Oslo universitet 1938–1940, lärare på högre skolor i Oslo 1938–1944, sekreterare i Undervisningsrådet i Oslo 1942–1945, vetenskaplig representant hos May & Baker Ltd i Storbritannien 1946–1949, blev lektor på Tranås kommunala gymnasium 1951, på Viggbyholmsskolan 1953 och blev rektor där 1959. Han innehade expertuppdrag för Unesco i Filippinerna 1956–1957 och startade en internationell linje på Viggbyholmsskolans gymnasium. Han skrev artiklar i fysik och var medarbetare i uppslagsboken Fakta.